# Brachythecium dovrense
Brachythecium dovrense là một loài Rêu trong họ Brachytheciaceae. Loài này được (Limpr.) J.J. Amann mô tả khoa học đầu tiên năm 1918.